# Problepsis meroearia
Problepsis meroearia là một loài bướm đêm trong họ Geometridae.